# Anthony Bate
Anthony Bate (Stourbridge, 31 augustus 1927 – Newport (Isle of Wight), 19 juni 2012) was een Brits acteur.
Anthony Bate was getrouwd met Diana Fay van 1954 tot aan zijn dood in 2012. Samen hadden ze twee kinderen.

## Filmografie
- High Tide at Noon (1957)
- Desert Mice (1959, niet op aftiteling)
- Cards with Uncle Tom (1959)
- Dentist in the Chair (1960)
- The Big Day (1960)
- Get on with It! (1961)
- I Promised to Pay (1961)
- A Prize of Arms (1962)
- The Set Up (1963)
- Stopover Forever (1964)
- Act of Murder (1964)
- Davy Jones' Locker (1966)
- Macbeth (1966)
- Horizon (1971)
- Ego Hugo (1973)
- Ghost Story (1974)
- Philby, Burgess and Maclean (1977)
- 'Tis Pity She's a Whore (1980)
- A Woman Called Golda (1982)
- Icebound in the Antarctic (1982)
- Nelly's Version (1983)
- Give My Regards to Broad Street (1984)
- Breakthrough at Reykjavik (1987)
- Countdown to War (1989)
- Eminent Domain (1990)
- Prime Suspect: Inner Circles (1995)
- Rebecca (1997)
- Nowhere in Africa (2001)
- Happy Now (2001)

## Televisieseries
- A Tale of Two Cities (1957)
- Dixon of Dock Green (1958, 1960 en 1962)
- Ivanhoe (1958)
- White Hunter (1958)
- Captain Moonlight: Man of Mystery (1958)
- The Honey Siege (1959), 2 afleveringen
- Deadline Midnight (1960)
- The Avengers (1961 en 1968)
- A Chance of Thunder (1961)
- You Can't Win (1961)
- Boyd Q.C. (1961)
- The World of Tim Frazer (1961), 3 afleveringen
- No Hiding Place (1962)
- BBC Sunday-Night Play (1962)
- Out of This World (1962)
- Sir Francis Drake (1962)
- Studio 4 (1962)
- The Saint (1963, 1964 en 1968)
- ITV Play of the Week (1963 en 1967), 2 afleveringen
- The Edgar Wallace Mystery Theatre (1963 en 1964)
- First Night (1963 en 1964), 3 afleveringen
- The Odd Man (1963)
- Armchair Theatre (1964 en 1973), 3 afleveringen
- The Sullavan Brothers (1964)
- Sergeant Cork (1964)
- ITV Sunday Night Drama (1965)
- Out of the Unknown (1966 en 1971)
- Broome Stages (1966), 2 afleveringen
- Redcap (1966)
- Gideon C.I.D. (1966)
- The Idiot (1966)
- Les Misérables (1967), 9 afleveringen
- Theatre 625 (1967), 2 afleveringen
- Angel Pavement (1967), 4 afleveringen
- Drama 61-67 (1967)
- City 68' (1968)
- Half Hour Story (1968)
- Spindoe (1968), 4 afleveringen
- BBC Play of the Month (1969, 1972 en 1978)
- The Main Chance (1969 en 1972)
- ITV Saturday Night Theatre (1969 en 1971), 3 afleveringen
- The Champions (1969)
- Grady (1970), 3 afleveringen
- Ivanhoe (1970), 5 afleveringen
- Suspicion (1971)
- Fathers and Sons (1971), 4 afleveringen
- The Guardians (1971)
- The Expert (1971), 2 afleveringen
- Shadows of Fear (1971)
- The Befrienders (1972)
- Heil Caesar! (1973), 3 afleveringen
- Helen: A Woman of Today (1973)
- Sutherland's Law (1973)
- Menace (1973)
- Intimate Strangers (1974), 13 afleveringen
- Couples (1975–1976), 24 afleveringen
- Crown Court (1976–1982), 7 afleveringen
- BBC2 Playhouse (1976, 1980 en 1981)
- Beasts (1976)
- Murder (1976)
- Shades of Greene (1976)
- Treasure Island (1977), 4 afleveringen
- Jubilee (1977)
- An Englishman's Castle (1978), 3 afleveringen
- Scorpion Tales (1978)
- The Wilde Alliance (1978)
- A Life at Stake (1978)
- Play for Today (1979 en 1981)
- Tinker Tailor Soldier Spy (1979), 7 afleveringen
- Crime and Punishment (1979), 2 afleveringen
- Leap in the Dark (1980)
- Square Mile of Murder (1980)
- Scene (1980)
- Fanny by Gaslight (1981)
- Smiley's People (1982), 3 afleveringen
- Maybury (1983), 2 afleveringen
- Weekend Playhouse (1984)
- Call Me Mister (1986)
- Artist's and Models (1986), 2 afleveringen
- War and Remembrance (1988–1989), 3 afleveringen
- Game, Set, and Match (1988), 11 afleveringen
- Inspector Morse (1988)
- Agatha Christie's Poirot (1990)
- Medics (1992–1993), 4 afleveringen
- Bodyguards (1997)
- A Touch of Frost (1997)
- Silent Witness (1998)
- Midsomer Murders (2000)
- The Bill (2004)